# Peter Vogelzang
Peter Vogelzang (Utrecht, 11 februari 1945) is een Nederlands sportbestuurder.
Vanaf juli 2004 is Vogelzang Chef de Mission van het Nederlands Olympisch Team. Samen met collega's Joop Alberda en Marcel Sturkenboom moet hij ervoor zorgen dat de Nederlandse deelnemers aan de Olympische Spelen onder optimale omstandigheden kunnen presteren. In 2007 was hij interim-manager bij voetbalclub Feyenoord waar hij bouwde aan een gezonde organisatiestructuur.
Hiervoor was hij korpschef van de Regiopolitie Utrecht.
In de laatste maanden als 'politiebaas' baarde Vogelzang opzien met de uitspraak foto's van veelplegers in de wijken te willen hangen. Hij werd, door de buitenwacht, welhaast voor extreemrechts versleten.
In zijn nieuwe werkkring wordt hem het gebrek aan een Olympisch verleden nagedragen.
Zelf stelt hij zich nadrukkelijk niet op de voorgrond, maar vindt dat hij vooral 'voorwaardenscheppend' bezig moet zijn. "Het team de mission mag meejuichen, maar niet vooraan staan met juichen."
Als opleiding heeft Vogelzang de Nederlandse Politieacademie in Apeldoorn en het doctoraal Nederlands Recht aan de Universiteit Utrecht behaald.
Vogelzang was onder meer politiedistrictschef in de binnenstad van Utrecht en plaatsvervangend korpschef van het Utrechtse politiekorps.
Hij leidde daar een grote politiereorganisatie en werd later korpschef.
Van 2000 tot 2002 was hij voorzitter van  de Raad van Hoofdcommissarissen.
In 1985 werd hij lid van de veiligheidscommissie van de KNVB na enige jaren USV Elinkwijk-voorzitter geweest te zijn; in 1998 werd hij bestuurslid van het NOC*NSF.
Op 3 augustus 2007 werd bekend dat Vogelzang het onafhankelijke onderzoek in de zaak van Michael Rasmussen zal leiden. Vogelzang zal samen met zijn onderzoekscommissie kijken of en zo ja, welke fouten de ploegleiding van de Raboploeg heeft gemaakt in de affaire rond het ontslag van Rasmussen.